# Tyler, the Creator
Tyler Gregory Okonma (Hawthorne, Kalifornia, 1991. március 6. –), ismertebb nevén Tyler, the Creator, amerikai rapper, zenész, dalszerző, producer és színész. Generációja egyik legbefolyásosabb előadójának tekintik, leginkább sokszínű, eklektikus zenei-, és divatstílusa miatt. A 2010-es évek sok hiphop-, és R&B-előadójára volt zenéjének hatása. A 2000-es években lett népszerű internetes személyisége miatt, mint az Odd Future egyik társalapítója. A csoport több tagjának is gyakran volt producere, szerepelt Loiter Squad című sorozatukban.
Tyler 2009-ben adta ki első szóló mixtape-jét Bastard címmel. 2011-es Goblin című lemeze hozta meg neki a mainstream sikert. Tylert, a durva horrorcore-inspirálta számai miatt gyakran kritizálták, mert agresszív és gyakran felháborító szövegeket használt. A Yonkers kislemez sikere nagy szerepet játszott az album sikerében.
A Wolf (2013) megjelenése után elkezdett eltávolodni a horrorcore-tól, inkább jazz, soul és R&B-elemeket használva. 2015-ben kiadta Cherry Bomb című albumát, amelyen közreműködött többek között Kanye West és Lil Wayne. 2017-ben kiadott Flower Boy (2017) című lemezét az Igor (2019) és a Call Me If You Get Lost (2021) albumok követték, amelyeket mind az adott évek legjobbjainak nevezték, elnyertek díjakat. Az utóbbi kettő mind a Billboard 200 élén debütált, és az év rapalbuma elismerést is elnyerték a 62., illetve 64. Grammy-gálán. Nyolcadik lemeze, a Chromakopia 2024 októberében jelent meg.
Tyler két Grammy-díjat, három BET Hip Hop-díjat, illetve egy-egy Brit, és MTV Video Music Awardot is nyert. Ő alkotta az Odd Future összes kiadványának borítóját és tervezte a csoport ruháit is. 2011-ben megalapította a Golf Wang ruházati vállalatot. 2012-ben kezdte meg a Camp Flog Gnaw Carnival nevű éves zenei fesztivál megrendezését, amelyen fellépett többek között Kanye West, Drake, Kendrick Lamar, Lana Del Rey és Billie Eilish is.

## Fiatalkora
Tyler Gregory Okonma 1991. március 6-án született a kaliforniai Ladera Heightsban. Igbo származású nigériai apa és afroamerikai és euro-kanadai származású anya fia. Soha nem ismerte apját. Gyerekkorát Ladera Heightsban és a közeli Hawthorne-ban töltötte. Hétévesen – még mielőtt elkezdett volna zenével foglalkozni – kivette albumainak borítóit, és képzeletbeli lemezeihez újakat készített. 14 évesen tanította meg magát zongorázni. Tizenkét évig tartó iskoláztatása során tizenkét különböző iskolába járt Los Angeles és Sacramento környékén. Alig két hétig dolgozott a FedEx-nél, a Starbucksnál pedig több mint két évig. Nevét egy Myspace-oldalról vette fel, ahova kreatív alkotásait posztolta.

## Pályafutása

### 2007–2011: Odd Future, aBastardés aGoblin

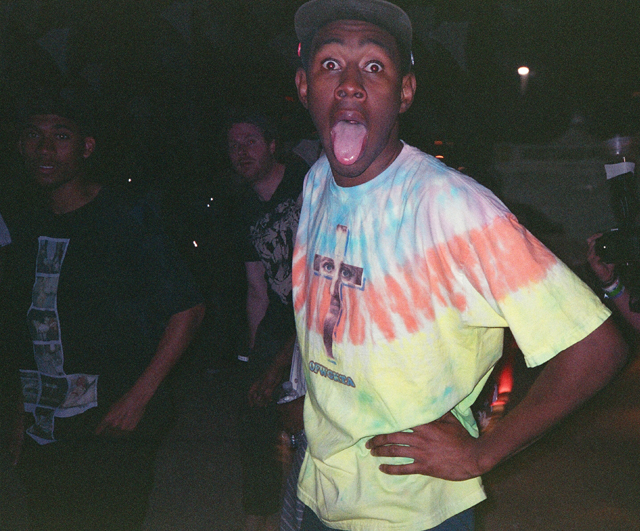
Tyler 2011 áprilisában

Okonma 2007-ben társalapítója volt az Odd Future alternatív hiphop csoportnak, Left Brainnel és Casey Veggiesszel. 2008 novemberében önállóan adták ki debütáló mixtape-jüket, a The Odd Future Tape-et. Okonma 2009. december 25-én adta ki első albumját, a Bastardot, amely a 32. helyet szerezte meg a Pitchfork Media 2010 top 50 albuma listáján. 2011. február 11-én Okonma közzétette a Yonkers dal klipjét. A videó több weboldalon is figyelmet kapott, a harmadik versszakkal bővített verzió elérhetővé vált az iTunes-on. A Yonkersszel a 2011-es MTV Video Music Awards díjátadón elnyerte a Legjobb új előadó díjat. Zenéje első két projekjétben arra késztette a rajongókat, hogy a horrorcore-ba sorolják, bár ő hevesen elutasította ezt.
2011 elején Okonma elkezdte felkelteni több fontos személy érdeklődését is a zeneiparban, mint Steve Rifkind, Jimmy Iovine, Rick Ross és Jay-Z. A rapper és az Odd Future végül a Red Distribution/Sony kiadóval írt alá 2011 áprilisában. Goblin című stúdióalbuma májusban jelent meg, amelyet követően pályafutása során fellépett egy televíziós műsorban, a Late Night with Jimmy Fallonon előadva a Sandwitches dalt Hodgy Beatsszel. 2011 elején Okonma megosztotta rajongóival, hogy következő lemeze, a Wolf 2012 májusában fog megjelenni, illetve bejelentette, hogy az Odd Future Loiter Squad címen sorozatot fog indítani.

### 2012–2014: aWolfés aLoiter Squad

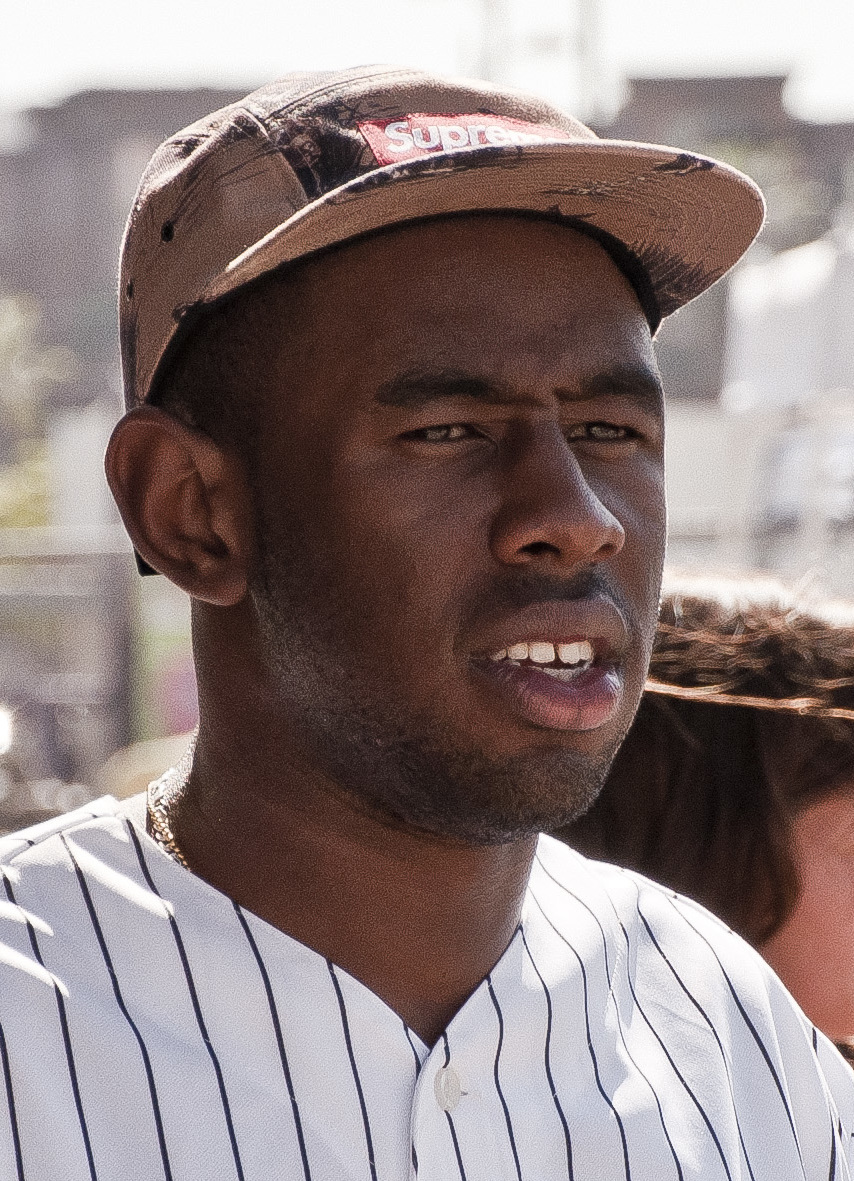
2012-ben

Az Odd Future Loiter Squad című TV műsorának 2012. március 25-én volt a premiere az Adult Swimen. Három évad hosszan futott, Johnny Knoxville, Lil Wayne és Seth Rogen is szerepelt benne. 2015-ben Okonma hivatalosan kijelentette, hogy véget ért a műsor. 2013 elején az Odd Future feltöltött egy videót a YouTube csatornájukra, amelyben L-Boy ejtőernyőzik és bejelenti a Wolf kiadási dátumát, 2013. április 2-át. Ezen a napon Okonma bemutatott három albumborítót Instagram-oldalán.
A Wolf népszerűsítése érdekében Okonma több előadó dalán is közreműködött, mint Pusha T Trouble on My Mindja, Game Martians vs. Goblins-ja, DJ Drama I’ma Hata című dala, illetve Domo Genesis No Idols száma. Ezek mellett producere volt a 666 dalnak MellowHype harmadik albumáról. 2013 márciusában és áprilisában turnézott Észak-Amerikában és Európában. Az első kislemez 2013. február 14-én jelent meg a Wolfról, Domo23 címen, amely videóklipjében szerepelt Domo Genesis, Earl Sweatshirt, Jasper Dolphin és Taco Bennett. Február 26-án előadta a dalt és a Treehome95-ot a Late Night with Jimmy Fallon műsorán.
A Wolf 2013 áprilisában jelent meg, az Odd Future Records és a RED Distribution kiadókon keresztül. Közreműködött rajta Frank Ocean, Mike G, Domo Genesis, Earl Sweatshirt, Left Brain, Hodgy Beats, Pharrell, Casey Veggies és Erykah Badu. Okonma volt az album egyetlen producere, a Lone kivételével. Az első kislemez mellett megjelentek videóklipek a Bimmer, az IFHY és a Jamba dalokhoz is. Megjelenése után az albumot méltatták szakértők, és harmadik helyen debütált a Billboard 200-on, 90 ezer eladott példánnyal.

### 2015–2016: aCherry Bomb

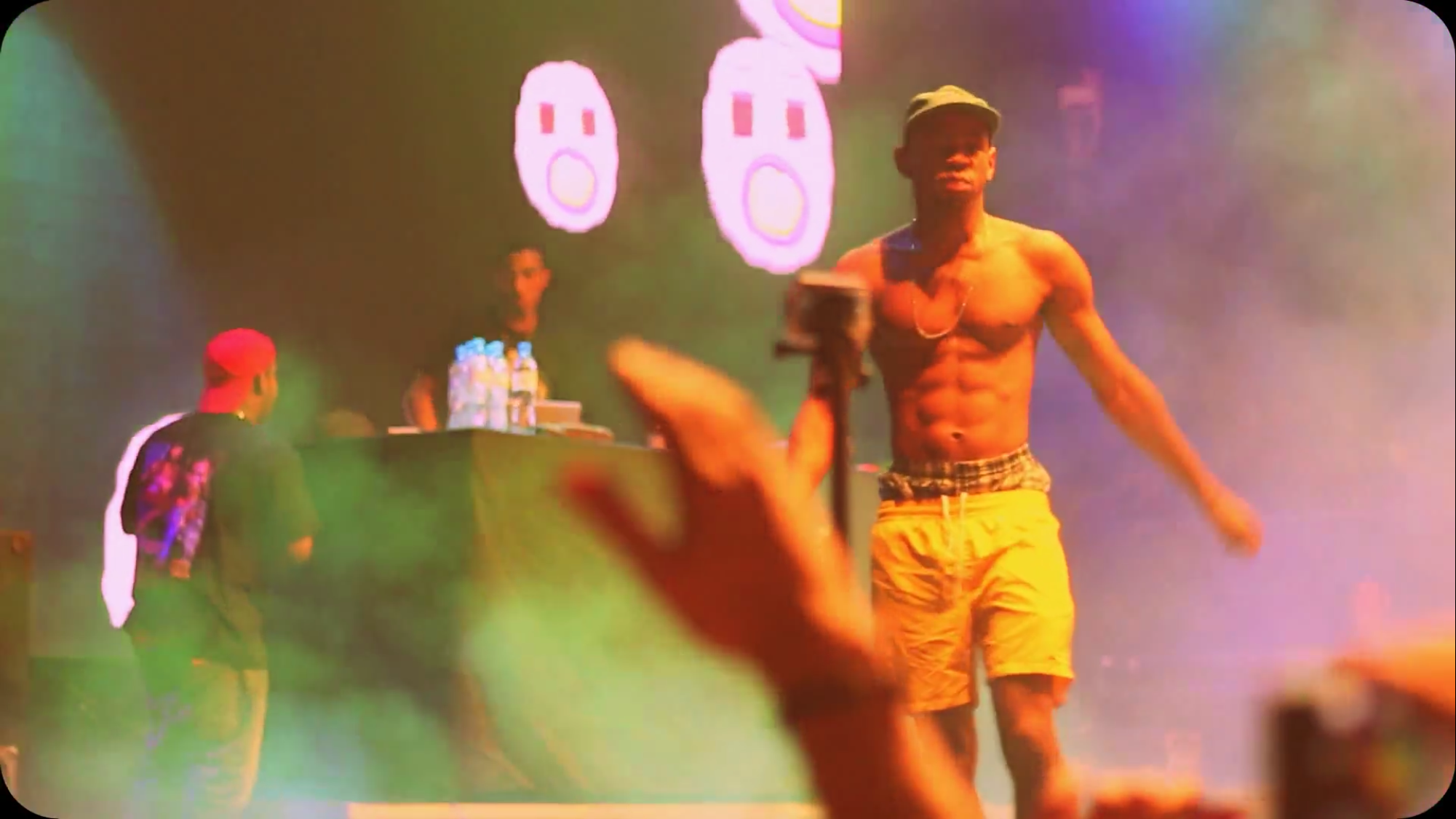
Egy 2015-ös moszkvai koncerten, a Cherry Bomb népszerűsítésére

2015. április 9-én Okonma kiadta a Fucking Young dal videóklipjét, az Odd Future csatornájára feltöltve. A videóban szerepelt ezek mellett egy másik szám, a Deathcamp részlete is. Okonma még aznap bejelentette, hogy a dalok szerepelni fognak következő albumán, a Cherry Bombon, amely 2015. április 13-án fog megjelenni. Twitteren megosztotta, hogy az albumon közre fog működni Charlie Wilson, Chaz Bundick és Cole Alexander (Black Lips). Két nappal később fellépett a Coachella Fesztiválon, előadva a Fucking Young és a Deathcamp számokat. A koncert közben kritizálta a VIP-jegyes nézőket, amiért egyáltalán nem mutattak érdeklődést fellépése felé.
A Cherry Bomb 2015. április 13-án került kiadásra az Odd Future Records kiadón keresztül digitálisan, majd két héttel később lemezen is. Az albumon szerepelt Kanye West, Lil Wayne és Schoolboy Q is. Népszerűsítésére megkezdte a Cherry Bomb World Tour turnét Észak-Amerikában, Európában és Ázsiában, amely 2015 szeptemberében ért véget Tokióban. Az ausztrál szakaszát le kellett mondani, miután a Collective Shout szervezet megpróbálta kitiltatni az országból, amiért szerintük zenéje népszerűsíti a nők elleni erőszakot.
2015 augusztusában Okonma megosztotta, hogy 3–5 évre kitiltották az Egyesült Királyságból, amiért több koncertet is le kellett mondania, amelyek közé tartozott a Reading és a Leads Fesztivál is. A tiltás indoka egy 2009-es dalszövege volt, menedzsere Christian Clancy megerősítette, hogy a döntésről Theresa May belügyminiszter értesítette őket. May kiemelte a Bastard dalszövegeinek erőszakosságát, annak ellenére, hogy az album megjelenése óta Okonma többször is turnézott az országban. A rapper hozzátette, hogy szerinte a tiltást valós oka az volt, hogy „nem tetszett nekik, hogy gyerekeik egy fekete férfit idolizáltak.”

### 2017–2018: aFlower Boyés aWANG$AP
2017. április 8-án Frank Ocean kiadta Biking című dalát Blonded Radio rádióállomásán, amelyen közreműködött Okonma és Jay-Z is. Nyolc nappal később bejelentették, hogy Okonma lesz Bill Nye következő műsora, a Bill Nye Saves the World főcímdalának az írója, producere és előadója. Június 28-án megjelent Okonma televíziós műsora, a Nuts + Bolts előzetese. A műsor központjában a rapper áll, mindenféle érdeklődéseiről beszél. A sorozat premiere 2017. augusztus 3-án volt.
2017. június 29-én Okonma kiadta a YouTube-on Who Dat Boy című kislemezét ASAP Rocky közreműködésével, amelyet a dal népszerűsítése előzött meg közösségi média oldalain. Még aznap este megosztotta a dalt streaming platformokon is, a 911 / Mr. Lonely dallal együtt, amelyen szerepelt Steve Lacy, Frank Ocean és Anna of the North is. 2017. július 6-án bejelentette következő albuma, a Flower Boy címét, számlistáját és kiadási dátumát. A lemez július 21-én jelent meg, az azt megelőző napokban több kislemez is kiadásra került, többek között a Boredom és az I Ain’t Got Time!. A Flower Boyt méltatták a szakértők, és jelölték a Legjobb rapalbum díjra a 60. Grammy-gálán, amely Okonma második Grammy-jelölése volt a 2013-as Channel Orange Év albuma-jelölése után. A díjat végül Kendrick Lamar Damnje kapta meg. Szeptember 14-én bejelentette harmadik televíziós műsorát, The Jellies! címen, amely 2017. október 22-én premierelt.
2018. március 29-én kiadta Okra című dalát több remix és freestyle mellett, és azt mondta róla, hogy soha nem fog megjelenni egy album részeként. 2018. május 22-én kiadta a 435-ot, amelyet egy közös projektje követett ASAP Rockyval, WANG$AP néven.

### 2019–2023: azIgorés aCall Me If You Get Lost

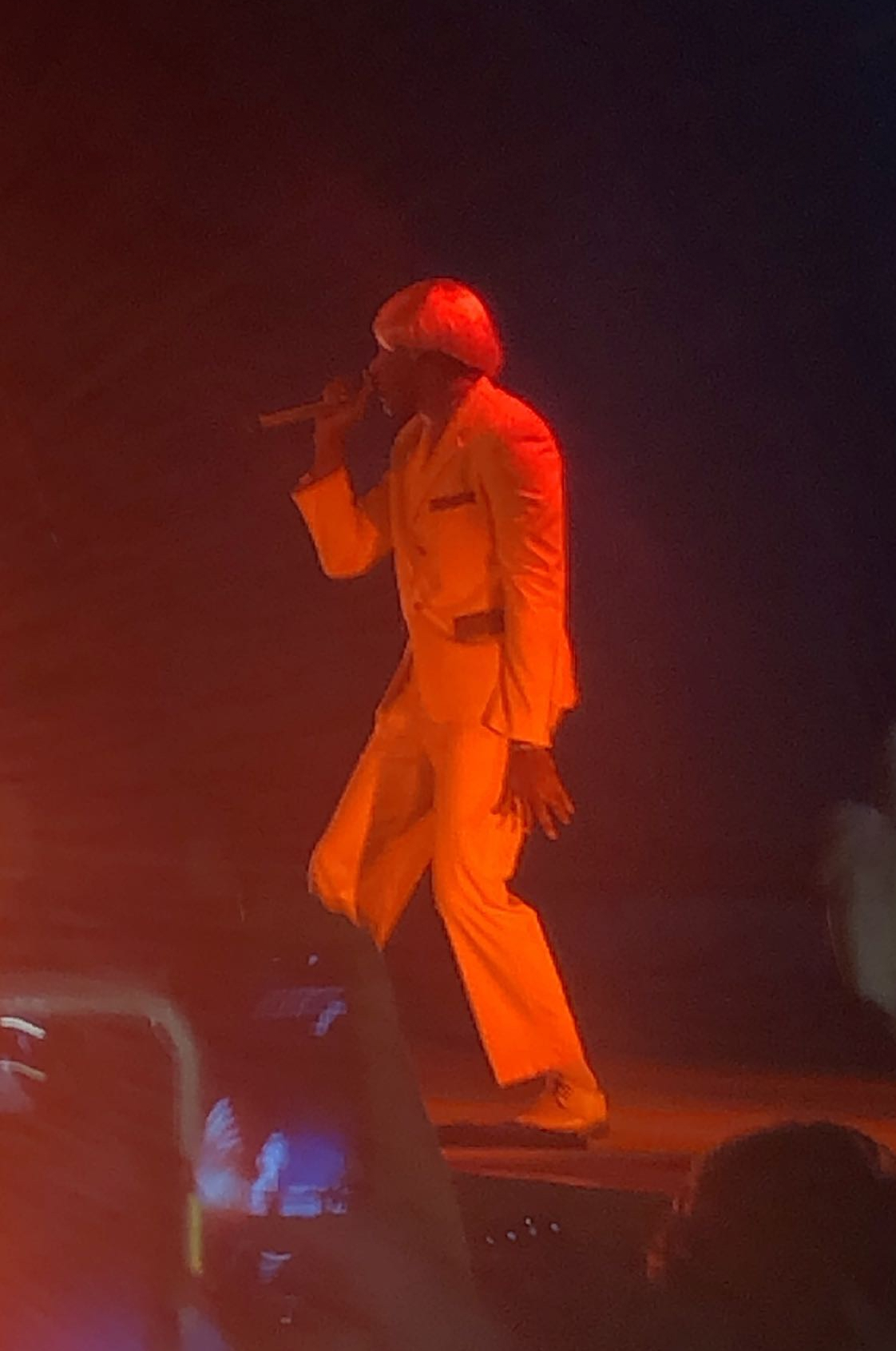
Okonma egy 2019-es koncert közben, az Igorhoz kapcsolódó egyik öltözetében

2019. május 6-án Okonma két rövid videóklipet tett közzé online profiljain, amelyek új zenét tartalmaztak. A videókban táncolt, miközben hosszú, szőke parókát, tarka öltönyt, fekete napszemüveget és grillt viselt; ugyanazt a stílust használta a közösségi médiában található képekhez és az album kislemezeinek videoklipjeihez. Hamarosan bejelentette ötödik stúdióalbumát, az Igort, amely május 17-én jelent meg. Az Igort széles körű kritikai elismerés érte, és első helyen debütált az amerikai Billboard 200-on. Az albumon szerepel az Earfquake című dal is, amely a Billboard Hot 100 listán a 13. helyét érte el. 2019. december 23-án Okonma kiadott két dalt, a Best Interestet, amely nem került fel az Igor lemezre, videóklip viszont készült hozzá, illetve a Group B-t.
Az Igor megnyerte a Grammy-díjat a Legjobb rapalbum kategóriában, Okonma első sikere a díjátadón. Azt nyilatkozta, hogy ugyan örül a díjnak, annak kategorizálása, mint rap szerinte egy „kétélű dícséret:” „Nagyon rossz, hogy amikor mi – és úgy értem, hogy emberek, akik úgy néznek ki, mint én – bármit csinálunk, ami túllép egyes műfajok határain, mindig berakják a rap vagy urban kategóriába. Nem tetszik az urban szó – szerintem csak a néger egy politikai korrekt verziója.” Hozzátette, hogy jó lenne, ha mainstreamebb szinten is elismernék, és nem kellene örökre az urban kategóriákban lennie.

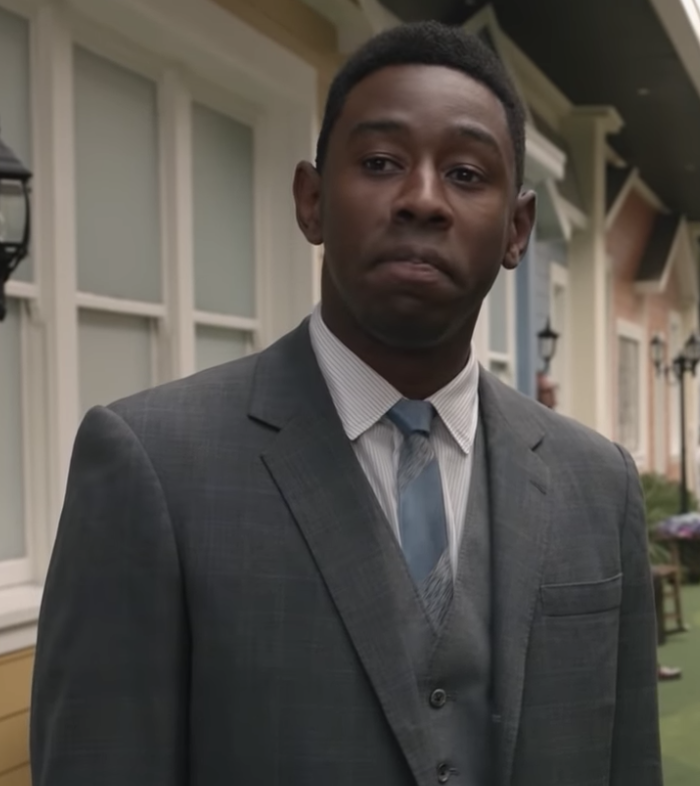
Tyler, the Creator a Most nevess! sorozat egyik részében, Cornell szerepében

Hetedik albuma, a Call Me If You Get Lost népszerűsítése céljából több városban is elhelyezett hirdetőtáblákat, amelyeken egy telefonszám szerepelt. A telefonszám felhívása esetén egy Okonma és anyja közötti beszélgetést lehetett hallani. A felvétel szerepelt az albumon is, a Momma Talk dalon. A hirdetőtáblák megjelenése után rajongó felfedeztek egy azonos című weboldalt is. Az album első kislemeze, a Lumberjack június 16-án jelent meg. Másnap Okonma megosztotta az album borítóját és június 25-i megjelenési dátumát. A Call Me If You Get Lostot méltatták a szakértők, és a Billboard 200 élén debütált Okonma második listavezető albumaként. Az album 2022-ben elnyerte a Legjobb rapalbum díjat. 2022. január 5-én bejelentették, hogy Tyler, the Creator lesz a Forecastle Fesztivál headlinere.
A Louis Vuitton 2022-es őszi-téli divatbemutatója zenéjét, amely az egyik utolsó volt, amelyet Virgil Abloh készített elő, Okonma szerezte. Március 25-én Okonma szerepelt Nigo két dalán I Know Nigo! albumán, a Lost and Found Freestyle 2019-on és a Come On, Let’s Gon.
2023. március 27-én Okonma bejelentette a Call Me If You Get Lost: The Estate Sale megjelenését, amelyen olyan dalok szerepeltek, amelyet a Call Me If You Get Lostra szerzett, de végül nem kerültek fel az albumra. Ezek közé tartozott a Dogtooth című lemez, amely a bejelentés napján jelent meg, egy videóklippel együtt. Okonma azt mondta a lemezről, hogy „a Call Me If You Get Lost volt az első albumom, amelyre írtam sok dalt, amely végül nem került fel rá.” 2023. március 29-én megjelent Sorry Not Sorry című kislemeze egy videóklippel együtt. A The Estate Sale-t 2023. március 31-én adták ki, a Wharf Talk szám videóklipjével egy időben.

### 2024–napjainkig: aChromakopiaés aDon’t Tap the Glass
2024. április 13-án fellépett a Coachella headlinereként, a szombat estét lezárva. A koncert közben megjelent Childish Gambino, ASAP Rocky és Kali Uchis is, illetve előadták az Earfquake-et is Charlie Wilsonnal. Szakértők méltatták a fellépést, kiemelve, hogy tökéletes emlékeztető volt, hogy mire is képes az előadó.
2024. október 16-án Okonma bejelentette következő albuma címét, a Chromakopiát, egy St. Chroma című előzetessel. Október 21-én jelent meg az album első kislemeze, a Noid, a Chromakopia október 28-án jelent meg. 2024 decemberében megosztott egy freestyle-t YouTube-csatornáján Kendrick Lamar Hey Now című dalának alapjára. 2025 februárjában megkezdte a Chromakopia: The World Tour turnéját. 2025 júliusában a koncertsorozat közben bejelentette kilencedik lemezét, a Don’t Tap the Glasst, amely július 21-én jelent meg.

## Diszkográfia
Stúdióalbumok
- Bastard (2009)
- Goblin (2011)
- Wolf (2013)
- Cherry Bomb (2015)
- Flower Boy (2017)
- Igor (2019)
- Call Me If You Get Lost (2021)
- Chromakopia (2024)
- Don’t Tap the Glass (2025)

Középlemezek
- Music Inspired by Illumination & Dr. Seuss’ The Grinch (2018)

## Turnék
Headliner
- Wolf Tour (2013)[88]
- 2014 Tour (2014)[89]
- Cherry Bomb Tour (2015)
- Okaga, CA Tour (2016)[90]
- Flower Boy Tour (2017–2018)[91]
- Igor Tour (2019)
- Call Me If You Get Lost Tour (2022)
- Chromakopia: The World Tour (2025)

## Filmográfia
| Év              | Cím                                | Szerep                   | Megjegyzések |
| --------------- | ---------------------------------- | ------------------------ | --- |
| 2011–2013       | Late Night with Jimmy Fallon       | önmaga                   | 2011: Előadta a Sandwitches című számot Hodgy Beatsszel 2013: Előadta a Treehome95 című számot Coco O-val és a Domo23 című számot |
| 2011            | When I Was 17                      | önmaga                   | |
| 2011            | A munka hősei (Workaholics)        | vendég                   | Epizód: Heist School |
| 2011            | Parkműsor (Regular Show)           | Blitz Comet Zűrös kölyök | Szinkronszerep (epizód: A rappárbaj)                                                                                              |
| 2012            | Punk’d – SztÁruló (Punk’d)         | önmaga                   | 2 epizód; 9. évad, 2. és 4. epizód                                                                                                |
| 2012            | Röhej (Ridiculousness)             | önmaga                   | 2. évad, 10. epizód: Tyler, The Creator & Taco Bennett                                                                            |
| 2012            | The Mindy Project                  | rapper                   | 1. évad, 10. epizód: Mindy’s Brother                                                                                              |
| 2012–2014       | Loiter Squad                       | önmaga                   | |
| 2013            | Late Show with David Letterman     | önmaga                   | Előadta a Rusty című számot Domo Genesisszel és Earl Sweatshirttel                                                                |
| 2013            | The Arsenio Hall Show              | önmaga                   | |
| 2013            | Axe Cop                            | Liborg                   | 2 epizód |
| 2015            | Black Dynamite                     | Broto                    | 2. évad, 10. epizód: The Wizard of Watts                                                                                          |
| 2015            | The Eric André Show                | önmaga                   | 3. évad, 8. epizód: Jimmy Kimmel; Tyler, the Creator                                                                              |
| 2015            | Tavis Smiley                       | önmaga                   | |
| 2015, 2017–2019 | The Jellies!                       | önmaga                   | |
| 2017            | The Late Show with Stephen Colbert | önmaga                   | Előadta a 911 című számot |
| 2020            | Most nevess! (Kidding)             | Cornell                  | 2. évad |
| 2022            | Hormonokkal túlfűtve (Big Mouth)   | Jézus                    | 6. évad, 1. epizód: The Hookup House                                                                                              |

| Év   | Cím                                  | Szerep           | Megjegyzések              |
| ---- | ------------------------------------ | ---------------- | ------------------------- |
| 2022 | Jackass 4.5 (Jackass 4.5)            | Önmaga           | vendégszereplés           |
| 2022 | Mindörökké Jackass (Jackass Forever) | Önmaga           | cameo                     |
| 2024 | (Piece by Piece)                     | Mr. Thoroughgood | cameo, szinkronszerep     |
| 2025 | (Marty Supreme)                      | Ismeretlen       | Utómunkálatok folyamatban |

## Fordítás
- Ez a szócikk részben vagy egészben  a   Tyler, the Creator című angol Wikipédia-szócikk ezen változatának fordításán alapul.  Az eredeti cikk szerkesztőit annak laptörténete sorolja fel. Ez a jelzés csupán a megfogalmazás eredetét és a szerzői jogokat jelzi, nem szolgál a cikkben szereplő információk forrásmegjelöléseként.